# Paulo (cônsul em 512)

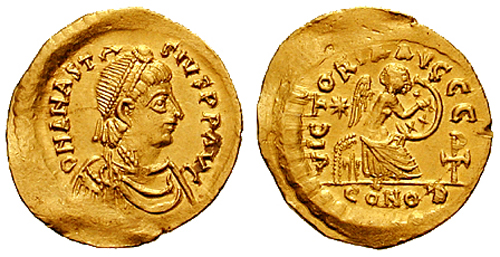
Semisse de r.

Paulo (em latim: Paulus) foi um oficial bizantino do século VI, ativo durante o reinado do imperador Anastácio I (r. 491–518).

## Vida
Paulo era filho do cônsul Viviano e irmão do prefeito urbano de Constantinopla Adamâncio. Em data desconhecida foi nomeado patrício e depois, em 512, cônsul ao lado de Mosquiano. Para que fosse nomeado, pegou emprestado 453 quilos de ouro com Zenódoto, mas foi incapaz de pagá-lo, pois seu pai, que era conhecido por sua generosidade, havia distribuído muito dinheiro durante seu ofício. Quem pagou a dívida foi o próprio imperador Anastácio I, que também deu a Paulo outros 453 quilos de ouro como um presente.
Paulo era um zeloso cristão, provavelmente monofisista. É mencionado numa carta de Severo de Antioquia para Soterico de Cesareia como "o patrício reverenciado e amante de Cristo, Paulo, filho de Viviano". Em 508/510, Severo de Antioquia dedicou a ele e a Apião 2 um tratado contra Eutiques: "para Apião e Paulo, de memória muito ilustre, que eram patrícios".